# Округ Болдвин (Алабама)
Округ Болдвин (енгл. Baldwin County) је округ у америчкој савезној држави Алабама. По попису из 2010. године број становника је 182.265. Седиште округа је град Беј Минет.

## Демографија
Према попису становништва из 2010. у округу је живело 182.265 становника, што је 41.850 (29,8%) становника више него 2000. године.
| Група             | 2000.           | 2010.           |
| Белци             | 120.868 (86,1%) | 152.200 (83,5%) |
| Афроамериканци    | 14.444 (10,3%)  | 17.105 (9,4%)   |
| Азијати           | 537 (0,4%)      | 1.348 (0,7%)    |
| Хиспаноамериканци | 2.466 (1,8%)    | 7.992 (4,4%)    |
| Укупно            | 140.415         | 182.265         |